# Eden Isle
Eden Isle é uma Região censo-designada localizada no estado americano de Luisiana, na Paróquia de St. Tammany.

## Demografia
Segundo o censo americano de 2000, a sua população era de 6261 habitantes.

## Geografia
De acordo com o United States Census Bureau tem uma área de
11,1 km², dos quais 8,8 km² cobertos por terra e 2,3 km² cobertos por água.

## Localidades na vizinhança
O diagrama seguinte representa as localidades num raio de 32 km ao redor de Eden Isle.